# Йозеф Горак
Йозеф Горак (чеськ. Josef Horak; 16 вересня 1923, Ліберець — 16 жовтня 1990, Ліберець) — чехословацький дипломат. Генеральний консул Чехословаччини в Києві (1964—1968).

## Життєпис
Народився 16 вересня 1923 року в місті Ліберець. Після закінчення середньої школи у 1941 році працював в електротехнічних майстернях у празьких Вршовіце, де брав участь у комуністичному русі, а у 1942-45 роках був ув'язнений нацистами. Після визволення вступив до комуністичної партії і в 1945-47 рр. працював у партійній організації у Ліберці, потім у крайовій раді профспілок до 1950 р. У 1950-52 закінчив партійну школу, з 1953 працював у ЦК КПЧ у Пардубиці. 1 квітня 1960 р. він був переведений до Міністерства закордонних справ, де згодом став головою секретаріату міністра В. Давида, а з 1 липня 1964 р. займав посада Генерального консула в Києві. Навесні 1968 року він повністю підтримав процес реформ у Чехословаччині та виступив проти вторгнення військ Варшавського договору. Завдяки різкій критиці окупації 1 жовтня 1968 року його довелося відкликати з Києва як персона нон грата (це був єдиний випадок видворення чехословацького дипломата з СРСР за часів комуністичного режиму). Після повернення до Праги був включений до складу GS (у ранзі першого секретаря), але як один із носіїв так званих правих течій на початку 1970 р. був виключений з комуністичної партії. 28 лютого 1970 року був змушений звільнитися з МЗС.